# Scaptognathus pacificus
Scaptognathus pacificus är en kvalsterart som beskrevs av Newell 1971. Scaptognathus pacificus ingår i släktet Scaptognathus och familjen Halacaridae. Inga underarter finns listade i Catalogue of Life.